# گردان‌های رفقا

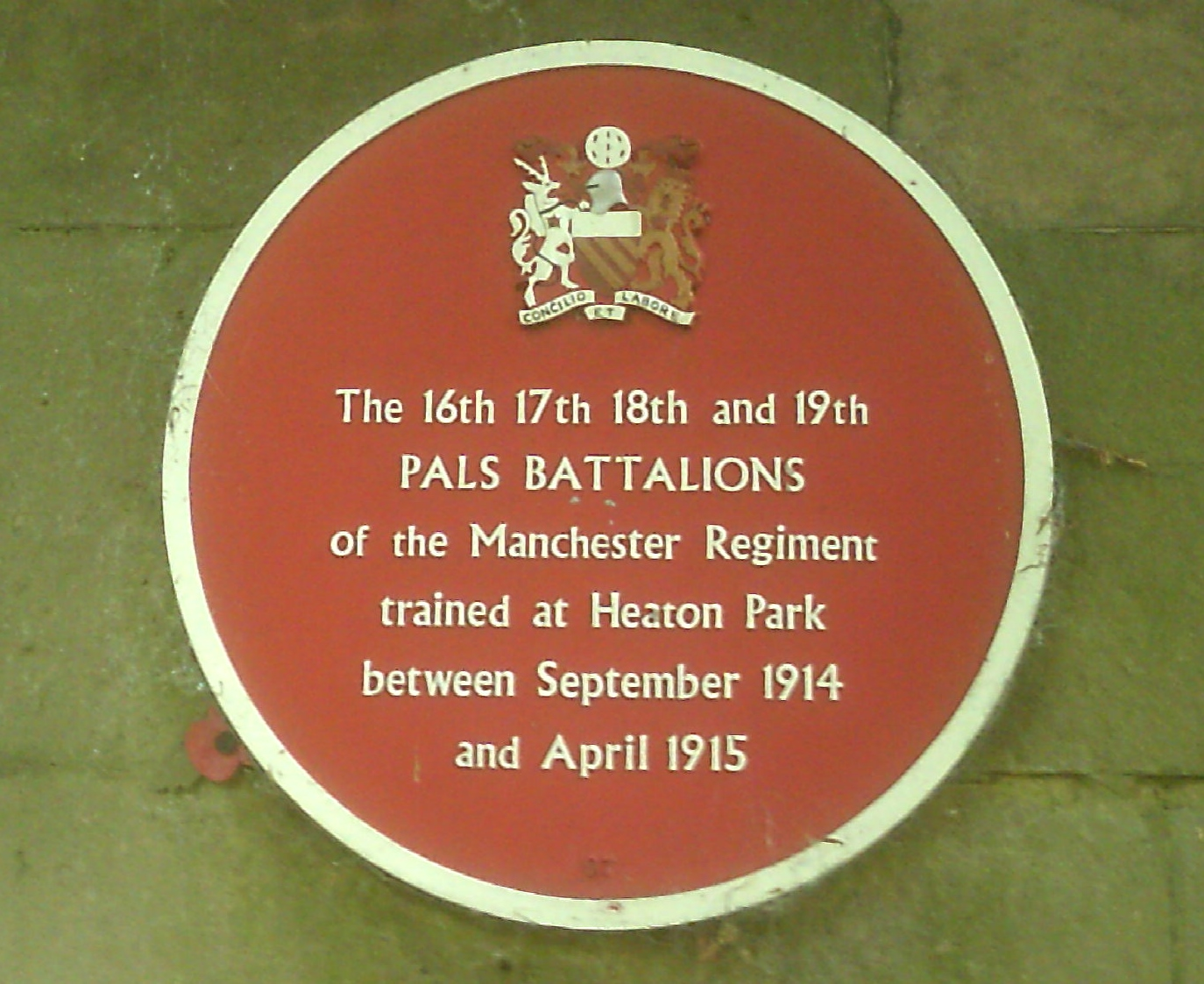
پلاک یادمان گردان رفقای سالفورد

در جنگ جهانی اول گردان‌های رفقا (انگلیسی: Pals battalion) گردان‌هایی بودند که نیروی زمینی بریتانیا آنان را از مردانی که همراه هم در مراکز اعزام محلی ثبت‌نام کرده بودند تشکیل می‌داد تا به جای اینکه آنها به صورت اتفاقی در گردان‌های مختلف پراکنده شوند بتوانند در کنار دوستان، همشهریان، و همکاران خود خدمت کنند.
از نمونه‌های معروف گردان‌های رفقا می‌توان به «گریمزبی چامز» اشاره کرد که از دانش‌آموزان سابق مدرسهٔ راهنمایی وینترینگام در گریمسبای تشکیل شده بود. از ۱۰۰۰ گردانی که در دو سال نخست جنگ تشکیل شد ۱۴۵ تای آن‌ها گردان رفقا بود. برخی از گردان‌های رفقا بر اساس سابقه یا حرفه شکل گرفتند و نه منطقهٔ جغرافیایی، که از آن میان می‌توان به گردان‌های هنرمندان و ورزشکاران اشاره کرد.
با این حال برخی گردان‌های رفقا در نبرد سم در سال ۱۹۱۶ متحمل تلفات سنگینی شدند. برای مثال از ۷۰۰ سرباز گردان یازدهم (آکرینتون) تنها در بیست دقیقهٔ آغازین نبرد سم ۲۳۵ نفر کشته و ۳۵۰ نفر زخمی شدند. این تلفات باعث می‌شد که با نابودی یک گردان، عمدهٔ جمعیت مردان یک شهر، قصبه، یا همسایگی کشته یا زخمی و از کارافتاده شوند و این امر آثار مخرب شدیدی بر آن منطقهٔ خاص داشت. برای مثال گردان شهر شفیلد تنها در یک روز نبرد سم ۴۹۵ نفر را از دست داد و تقویت مجدد آن جز با اعزام قوا از مناطق دیگر ممکن نبود. با تصویب قانون خدمت سربازی بریتانیا در مارس ۱۹۱۶ تشکیل گردان‌های رفقا منسوخ شد.